# Ruitz
Ruitz is een gemeente in het Franse departement Pas-de-Calais (regio Hauts-de-France). De plaats maakt deel uit van het arrondissement Béthune. Ruitz telde op 1 januari 2022 1.493 inwoners.

## Geografie
De oppervlakte van Ruitz bedroeg op 1 januari 2022 4,96 vierkante kilometer; de bevolkingsdichtheid was toen 301 inwoners per km².

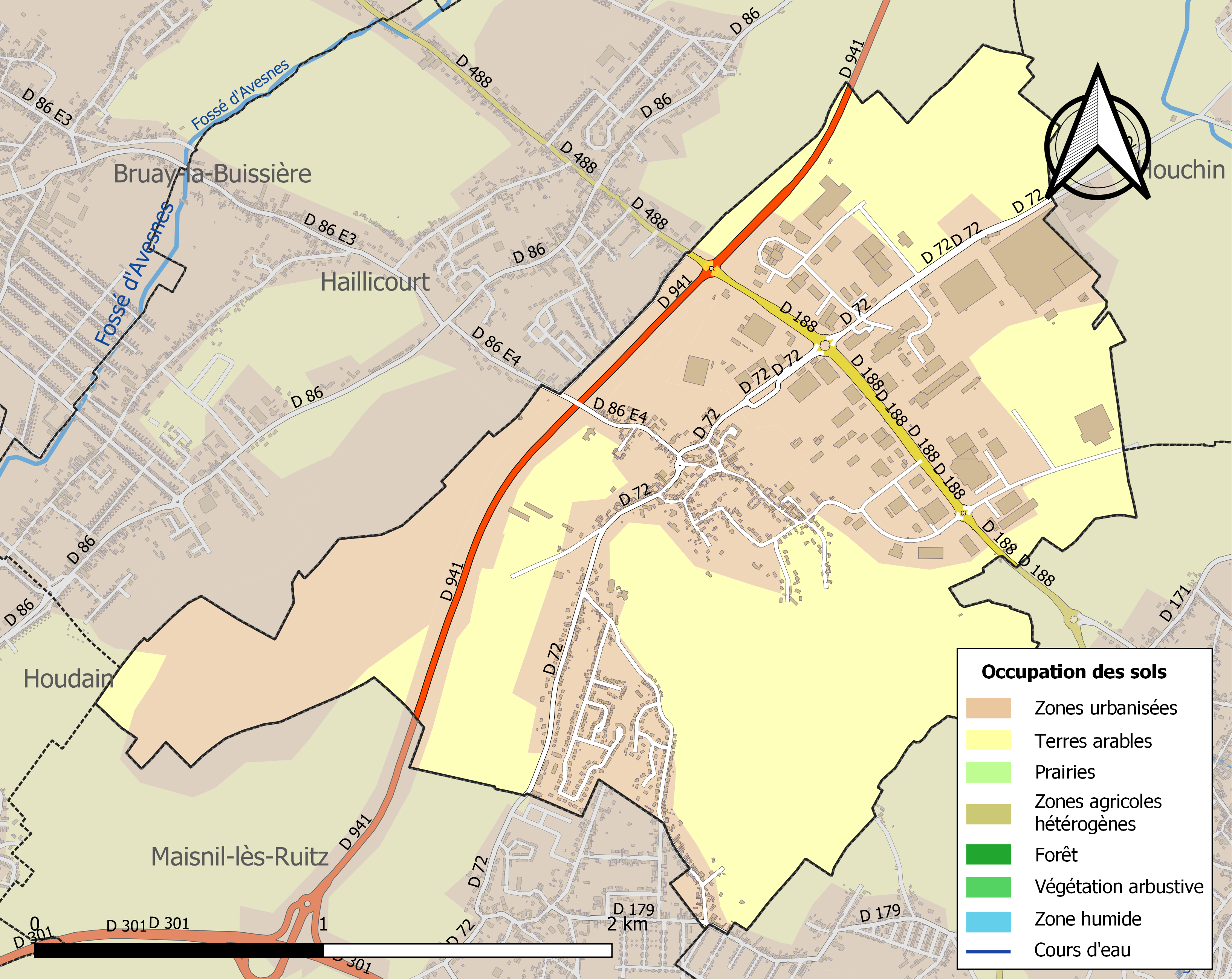
Kaart van de gemeente met belangrijkste infrastructuur, bodemgebruik en omliggende gemeenten

## Demografie
Onderstaande figuur toont het verloop van het inwonertal (bron: INSEE-tellingen).